# Lotem
Lotem (hebrejsky לוטם, doslova „Cist“ - místní druh květiny, v oficiálním přepisu do  angličtiny Lotem) je vesnice typu kibuc v Izraeli, v Severním distriktu, v Oblastní radě Misgav.

## Geografie
Leží v nadmořské výšce 211 metrů, v centrální části Dolní Galileji, cca 25 kilometrů východně od břehů Středozemního moře a cca 17 kilometrů na západ od Galilejského jezera. Je situována na pahorku Har Chilazon, v severovýchodní části údolí Bik'at Sachnin. Na jih od tohoto vrchu údolím protéká vádí Nachal Chilazon, na straně severní je to vádí Nachal Kecach a Nachal Kamon. Na východní straně Har Chilazon sousedí s vrchem Giv'at Calmon.
Obec se nachází cca 105 kilometrů severovýchodně od centra Tel Avivu a cca 35 kilometrů severovýchodně od centra Haify. Lotem obývají Židé, přičemž osídlení v tomto regionu je etnicky smíšené. 3 kilometry na jihozápad leží město Araba, které obývají izraelští Arabové, stejně jako město Dejr Channa 2 kilometry na jihu nebo Sachnin 5 kilometrů západním směrem. Jediným větším židovským sídlem je zde město Karmiel 7 kilometrů severozápadně od osady. Krajina mezi těmito městskými centry je ovšem postoupena řadou menších židovských vesnic.
Obec Lotem je na dopravní síť napojena pomocí lokální silnice číslo 804.

## Dějiny
Vesnice Lotem byla založena v roce 1978 v rámci programu Micpim be-Galil, který vrcholil na přelomu 70. a 80. let 20. století a v jehož rámci vznikly v Galileji desítky nových židovských vesnic s cílem posílit židovské demografické pozice v tomto regionu a nabídnout kvalitní bydlení kombinující výhody života ve vesnickém prostředí a předměstský životní styl.
Zakladateli kibucu byly tři skupiny tvořené městskými obyvateli, kteří se rozhodli pro přesun na venkov. Vesnice byla zřízena na pozemcích, které přešly do židovského majetku. Osadníci se zabývali zalesňovacími pracemi pro Židovský národní fond. Role rostlinné zemědělské výroby je zde menší, kvůli nedostatku volných zemědělských pozemků.
Lotem jako první kibuc v Izraeli provedl stavební rozšíření o rezidenční čtvrť, která byla nabízena soukromým uchazečům o stavební pozemky a tito kupci nebyli nuceni vstoupit do ekonomického modelu kibucu. Počátkem 21. století již tak členské rodiny kibucu tvořily menšinu celkového obyvatelstva v Lotem. Noví individuální obyvatelé byli organizováni volně do společné osady. Koncem 90. let 20. století pak i samotný kibuc Lotem prošel privatizací a celá vesnice byla proměněna na společnou osadu, bez kolektivních prvků v hospodářské organizaci.
Ekonomika je založena na zemědělství a průmyslu (firma na plasty). Funguje tu plavecký bazén a sportovní areály. V Lotem je k dispozici zařízení předškolní péče o děti. Základní škola je ve vesnici Parod.
Výhledově má vesnice projít další stavební expanzí. Územní plán umožňuje rozšíření na 250 rodin. V současnosti probíhá prodej 88 stavebních parcel.

## Demografie
Obyvatelstvo Lotem je sekulární. Podle údajů z roku 2014 tvořili populaci v Lotem Židé (včetně statistické kategorie "ostatní", která zahrnuje nearabské obyvatele židovského původu ale bez formální příslušnosti k židovskému náboženství).
Jde o menší sídlo vesnického typu s dlouhodobě rostoucím počtem obyvatel. K 31. prosinci 2014 zde žilo 670 lidí. Během roku 2014 populace stoupla o 7,5 %.
| Rok            | 1983 | 1995 | 2001 | 2003 | 2004 | 2005 | 2006 | 2007 | 2008 | 2009 | 2010 | 2011 | 2012 | 2013 | 2014 |
| -------------- | ---- | ---- | ---- | ---- | ---- | ---- | ---- | ---- | ---- | ---- | ---- | ---- | ---- | ---- | ---- |
| Počet obyvatel | 103  | 190  | 365  | 401  | 430  | 439  | 460  | 460  | 465  | 485  | 526  | 554  | 581  | 623  | 670  |